# إيفيلين تان
إيفيلين تان (بالصينية: 陈毓芸؛ بالإنجليزية: Evelyn Tan) هي ممثلة سنغافورية، ولدت في 7 أكتوبر 1976.